# Медовичка червоношия
Медови́чка червоношия (Myzomela rosenbergii) — вид горобцеподібних птахів родини медолюбових (Meliphagidae). Ендемік Нової Гвінеї. Myzomela longirostris раніше вважалася підвидом червоношиєї медовички, однак був визнаний окремим видом у 2021 році.

## Поширення і екологія
Червоношиї медовички живуть у вологих гірських тропічних лісах Центрального хребта, у високогірних чагарникових заростях і в садах.